# Nicolás Antonio Madrigal y García
Monseñor Nicolás Antonio Madrigal y García (Chinandega, 1898 
- Ocotal, 1977) fue un sacerdote nicaragüense que desempeñó su labor social, y eclesial en la ciudad de Ocotal durante cincuenta años.
Murió en olor de santidad, se realiza la documentación necesaria para hacer a la Santa Sede la petición de iniciar el proceso de beatificación.

## Datos biográficos
Nació el 10 de junio de 1898 en el barrio Guadalupe, en la ciudad de Chinandega; hijo de don Ramón Madrigal y doña Rafaela García. A los siete años quedó huérfano de madre, lo acogieron sus tías. Sus primeras letras las aprendió con ellas, pero su formación intelectual y moral la recibió del sacerdote Andara. A los 15 años, el 20 de mayo de 1913 ingresó al colegio San Ramón en León, el mejor centro y único en cuanto a enseñanza religiosa de su tiempo, para la formación de sacerdotes; ya ordenado, durante los tres años de su permanencia en León se desempeñó como profesor de Filosofía y Letras en el colegio San Ramón, profesor de Derecho Canónico en el Seminario San Ramón y Capellán de los Hermanos Cristianos, de las Hermanas de La Recolección y de la Iglesia de San Sebastián. 
El 23 de diciembre de 1913, Monseñor Carrillo y Salazar le reviste con la sotana negra; recibe la primera Tonsura el  8 de septiembre de 1917; en los días 3 y 6 de mayo de 1922 recibe las cuatro Órdenes Menores de Monseñor Tiberino, el 7 de junio de ese mismo año recibió el subdiaconado, el 9 el Diaconado y el 11 el presbiterado. Celebró su primera misa en la Iglesia de San Antonio de Chinandega el 13 de junio de 1922.
Estudió periodismo y el 3 de diciembre de 1922 es editado el primer semanario en el Seminario San Ramón con el título “La Acción Católica” redactado y dirigido por Madrigal; teniendo como propósito llevar 
```

```

a todas partes puntos de doctrina que no conviene olvidar a aquellos que por cualquier motivo no pudieren asistir a las instrucciones catequísticas, ni tienen posibilidad de comprar revistas católicas para instruirse, y pues, como dice nuestro Ilustrísimo Señor Obispo en su última pastoral, nadie se estime suficientemente instruido en religión, esta ciencia Vastísima y profunda; aunque se estudie toda la vida, siempre hay algo nuevo que aprender
 Pbro. Nicolás Antonio Madrigal y García

A los 26 años, el 17 de febrero de 1925  es designado por Monseñor Tijerino como cura párroco de Nueva Segovia y los pueblos anexos, tomó posesión en la capilla privada del Obispo el 6 de marzo de ese año.
Llegó a Nueva Segovia en compañía de José Peralta Lovo el 17 de marzo de 1925.

## Legado histórico, social y eclesial

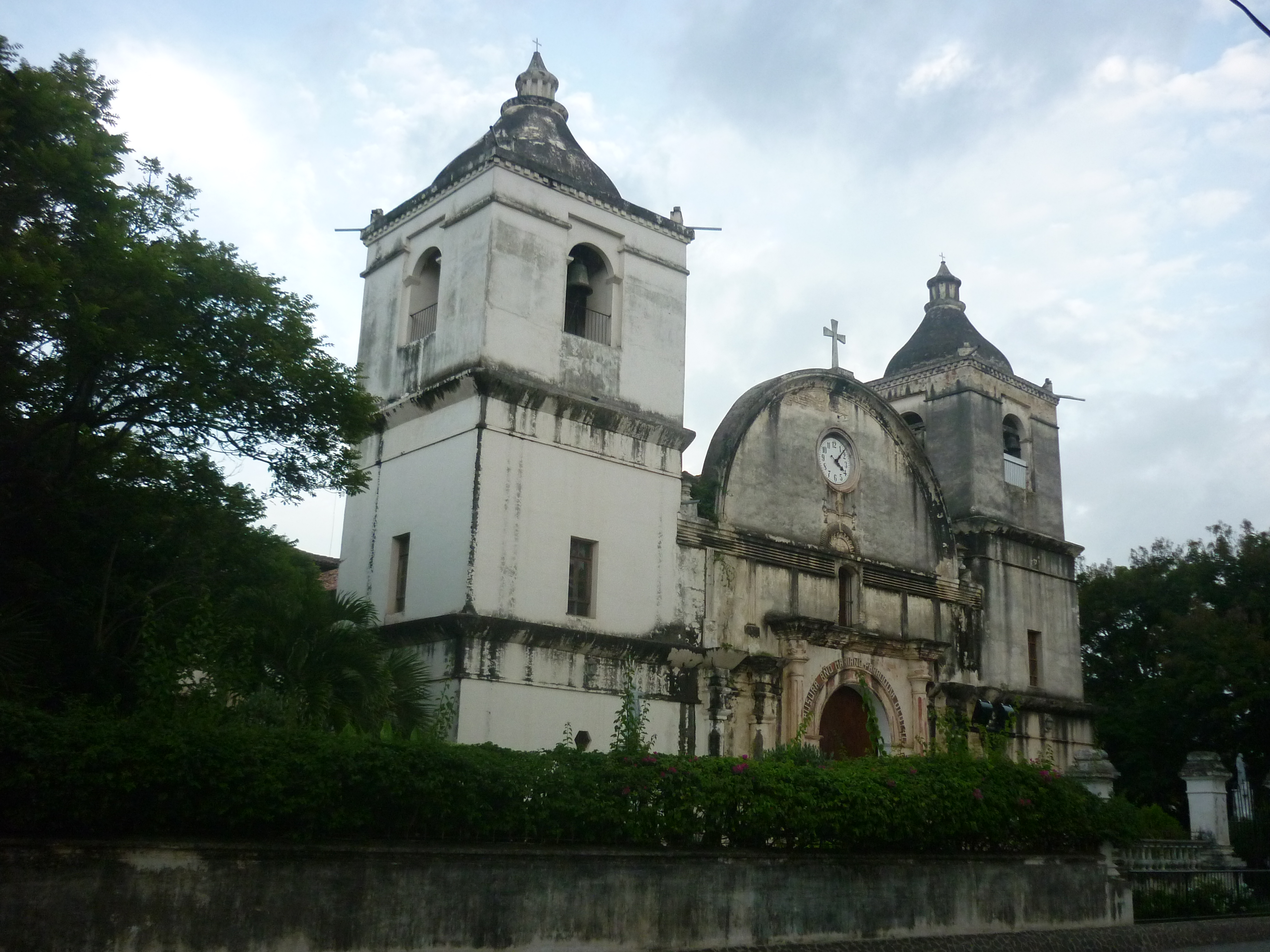
Vista de la torre lateral derecha de la parroquia Nuestra Señora de la Asunción de Ocotal, iniciada por Mons. Madrigal; murió antes de concluirla.

Invirtió grandes sumas de dinero en la construcción de escuelas parroquiales y de catequesis, Asociaciones de la Acción Católica y la Acción Social, un Sindicato Cristiano, una cooperativa; fundó la Tercera Orden de Santo Domingo de Guzmán que ayudó a la conversión de “infieles”, vocaciones eclesiásticas y la construcción del Óbolo de San Pedro. 
El 1938, celebró un Congreso Catequético, en 1944 instauró la celebración de la Semana de la Joven, con el propósito de despertar la piedad en las niñas. 
Se dedicó a escribir e investigar la historia de Ciudad Antigua y Nueva Segovia, reconstruyó ruinas y encontró el sitio exacto de la antigua Iglesia comenzada en 1611, cuando llegaron los pobladores de la Vieja Ciudad de Segovia. En el sitio de la antigua ermita construyó una capilla como recuerdo de la antigua ciudad colonial de Segovia. 
Encontró las ruinas de lo que fue el Convento de San Francisco, en el que se hospedaría Fray Fernando Espino, O.F.M., descubrió también las ruinas del Convento La Merced y logró precisar la tumba de Fray Pedro Legares, compañero de camino de Fernando Espino. Estableció el catálogo de los curas desde la Ciudad de Segovia hasta el traslado a Ocotal; descubrió las ruinas de la Nueva Reducción de Segovia (1790), colocó en el sitio una cruz en recuerdo con la inscripción:

Creemos en Jesucristo. Hablamos español… Gloria a los Héroes. Perdure su recuerdo.
 Pbro. Nicolás Antonio Madrigal y García

## Sus escritos
Escribió folletos explicando sus descubrimientos y reconstrucciones. En su estudios reconstruyó la traslación de Nueva Segovia a  lo que se conoció como la Nueva Reducción de Segovia, en el sitio de San Antonio de La Tejas; los primeros momentos de Ocotal.
Para el centenario de la parroquia de Nuestra Señora de la Asunción (1949) publicó “Recuerdos” relatando sobre la Ciudad de Segovia, su traslado a Ciudad Antigua y los saqueos por los piratas. Publicó sobre la historia de la venerada imagen del Señor de los Milagros de Ciudad Antigua.
Escribió el folleto “El Segoviano Instruido”; referente la encíclica de León XIII sobre el comunismo ateo, el evangelio, nociones de la Acción Católica y lecciones de Gramática para las escuelas rurales, rudimentos de moral y de Historia Universal para la Escuela Padre Las Casas, sugerencias a los Maestros, sobre la Acción Católica en Nueva Segovia, sus conocimientos de Química y Biología, recuerdos del Congreso Catequético (1938).

## Su muerte
Murió en el año de 1977 en olor de santidad, sus restos descansan en la parroquia de San Pedro, en Mozonte, la comunidad indígena que tanto amó.